# Svenska polisens historia

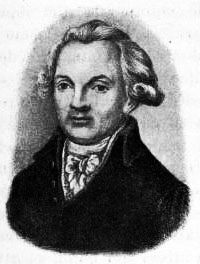
Nils Henric Liljensparre, Sveriges första polismästare.

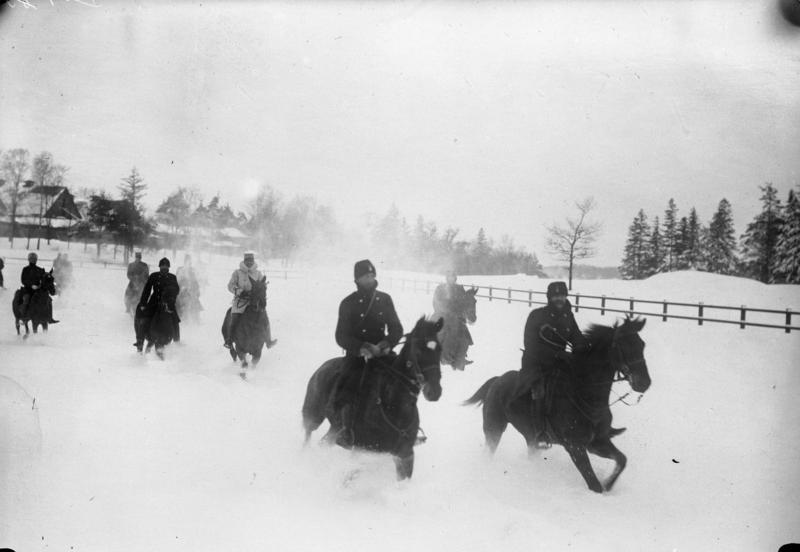
Ridande polispatrull och kavalleri 1931.

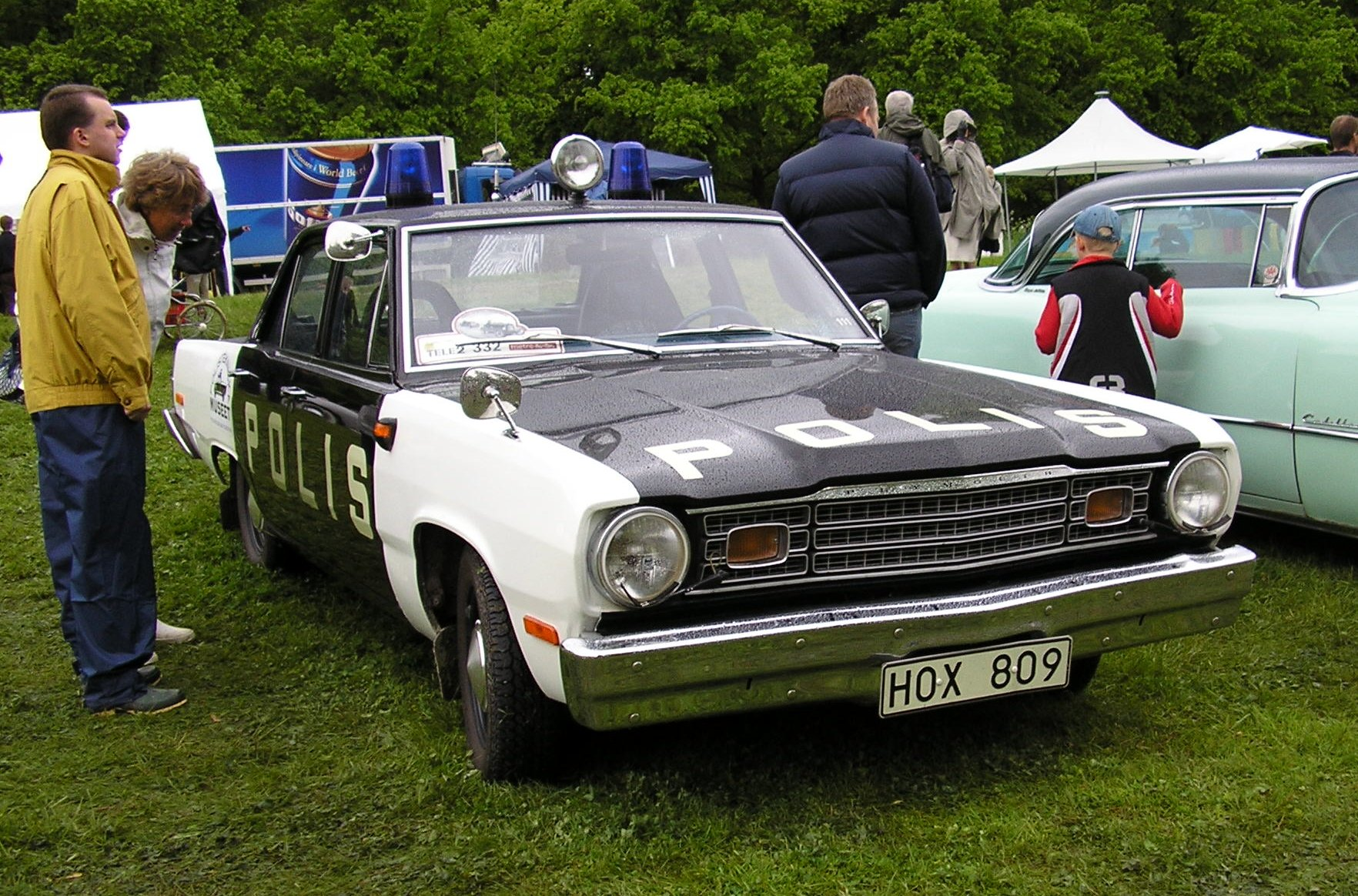
Plymouth Valiant polisbil från 1974.

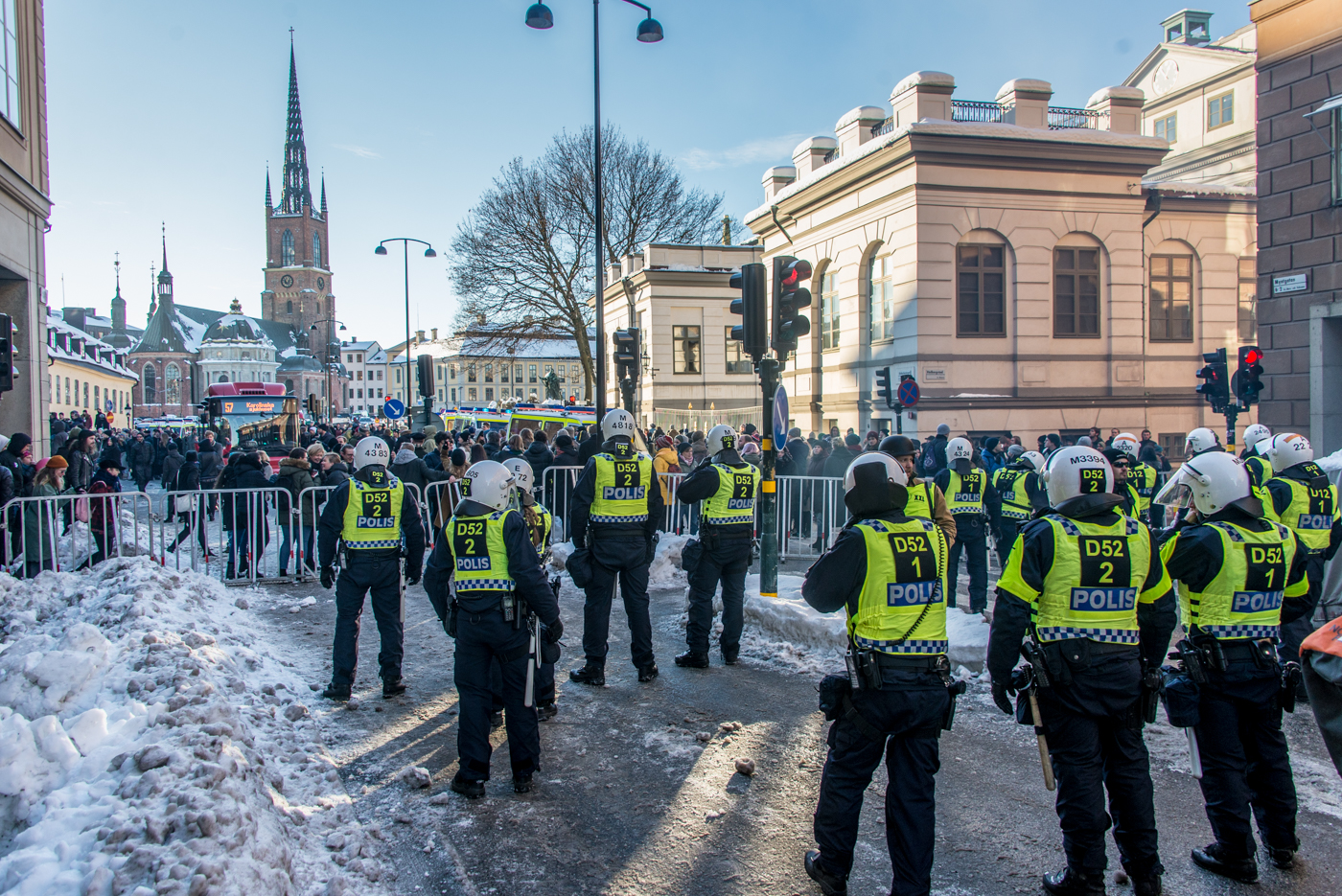
Kravallutrustad polis i samband med NMR-demonstration i Stockholm 2016.

Svenska polisen har funnits sedan medeltiden, men var lokalt organiserad före förstatligandet av polisväsendet 1965. 

## Fram till 1700-talet
Magnus Erikssons stadslag som tillkom i mitten av 1300-talet är Sveriges första polislagstiftning. Denna lagstiftning innebar att ”Alla skola de vård och vaka i staden göra, som byamän äro och burskap utgivit hava”. Magistraten som var stadens styrelse med borgmästare och råd hade ansvar för att bibehålla ordningen. De som skötte det praktiska arbetet med att utföra det polisiära arbetet var borgarna. Att göra "vård och vaka" ålåg borgarna att göra. "Vården" utgjorde för det första stadens poliskår och hade som uppgift att under nattens gång bevaka den allmänna ordningen. En annan uppgift var att vara brandvakt eftersom risken för brand var stor i tätbefolkade områden där husen var byggda i trä. Vården skulle även i krigstid bilda ett hemvärn för stadens närförsvar, tillsammans med kungens trupper kunde de få polisiära uppgifter. Polisuppgifterna och brandvakten fullgjordes av "vården" genom nattpatrullering genom gator och torg. År 1475 var det 12 borgare som patrullerade varje natt i en stad där det bodde ca 4–5000 medborgare.
Ordningen upprätthölls av tingen och kungens fogdar. Från 1500-talet upprätthölls lagen av länsmän med hjälp av fjärdingsmän. 
1594 infördes till slut en särskild stadsvakt av fast anställda yrkessoldater vilket finansierades genom att varje hushåll skulle betala en ny skatt.

## 1700-talet
Under 1700-talet förekom det brandvakter i städerna vars ansvar var att hålla ordning och brandbevakning. År 1776 skedde en stor förändring av Stockholms polisväsende. Sverige hade sedan 1600-talet ett bristfälligt polisväsende och hade problem med ordning och kriminalitet i samhället. Samma år inrättade Gustav III den Kungliga Poliskammaren efter att ha tagit inspiration från Paris. Gustav III:s polismästare Henric von Sivers utförde sitt arbete så exceptionellt att han 1786 adlades med namnet Liljensparre. Han ska även ha löst mordet på kungen. Polisen fick en betydande summa för att avlöna spioner och informatörer. Denna hemliga underrättelseverksamhet blev mot slutet av 1700-talet mer omfattande. I städerna fanns det även separationsvakter och stadsvakter som höll ordning.

## År 1800–1850
År 1835 slogs stadsvakten och brandvakten ihop till en gemensam kår som fick namnet Stockholm stads militärkår. Militärkåren hade 144 man och skötte de uppgifter som stadsvakten haft men fungerade även som brandkår. Den nya militärkåren skulle även sköta nattbevakningen genom patrullering i alla stadsdelar. 1839 upprättades en civil poliskår även kallad poliskammarens upplysningsmän som hade en omfattning på 89 man. Stockholm delades in i tre distrikt, Norrmalm, Södermalm och staden mellan broarna. I varje distrikt upprättades en polisstation. Varje distrikt fick även i sin tur underdistrikt. I samband med detta kom även uniformen till för polisväsendet: hög hatt och dubbelknäppt långrock. Poliserna var beväpnade med knölpåkar men fick med tiden sablar. Orsaken till denna förnyelse av väsendet, år 1839 kom från att uppsyningsmännen saknade disciplin. De oroligheter, Crusenstolpska kravallerna, som skakade Stockholm sommaren 1838 kan även ha varit en bidragande faktor. Den nya militärkåren (1835) och den omorganiserade och utbyggda poliskammaren (1839) misslyckades med sina försök att ta sig an Stockholms kriminalitet. Aftonbladet publicerade år 1838 en artikel där man öppet kritiserade polisen. Efter kravallerna ansåg Aftonbladet att poliskåren saknade förtroende av allmänheten vilket orsakade ordningsproblem i Stockholm. Kritik framfördes även från stadens borgare där de startade två namninsamlingar till överståthållaren och till kungen. Den kritik som lyftes fram var den att inbrott och stölder ökade samtidigt som dessa ärenden inte klarades upp. Polisen blev även kritiserad för att inte vara tillräckligt effektiv och energisk.
Den äldre poliskåren rekryterade sina medlemmar från en bred kategori av olika människor, men dominerades främst av arbetare, drängar, gesäller och lärlingar. Upplysningsmännen och stadsvakterna var i allmänhet inte uppskattade eftersom de drack så mycket. När reformen trädde i kraft den första september år 1850 bestod poliskammaren till stor del av de personer som var ”polisupplysningsmän”, men dessa slutade efter några år och enligt den anledningen kan man se 1850 polisreform som något mer symboliskt då den tog fart cirka två år senare.

## 1850 års polisreform
Grunden för dagens polisverksamhet, och för yrket polis, kan spåras till 1850 års polisreform i Stockholm. När köpingar tillkom efter 1863 ålades dessa att i likhet med städerna själv ordna med sin ordning. Det var vid denna tid och fram till statspolisens inrättande endast i städerna och dessa köpingar som ordningsmakten kallades polis. På landsbygden fortsatte fjärdingsmännen att sköta polisgöromålen. 1850 års reform bestämde att det skulle finnas en fjärdingsman i varje socken, och vid början av 1900-talet fanns det cirka 2 800 stycken i Sverige. Ända fram till 1954 fanns titeln fjärdingsman kvar och ändrades då till poliskonstapel. Redan 1887 bildades den första piketstyrkan.[källa behövs]

## Krav för att vara polis
De formella kraven (från år 1853) att bli antagen som polis var att man skulle vara 5 fot och 7 tum lång, 24–35 år gammal och läs- och skrivkunnig. Man skulle även ha ”gott omdöme”, lugnt sinnelag, god hälsa och stark kroppsbyggnad. Det stora problemet var disciplinen inom poliskåren och cirka 40 % av alla poliser hade på den tiden en eller flera anmärkningar. De mest frekventa disciplinbrotten var försummelse i tjänst vilket innefattade otillåtet prat under patrulleringen eller bristande uppmärksamhet och stod för 49 %, fylleri 12 % och 14 % ska ha tagit emot mat eller andra typer av mutor, besökt prostituerade på arbetstid och pantsatt eller lånat ut sin uniform. I och med den reform som genomfördes skedde en omvandling av deltidspoliser till heltidspoliser. Syftet med reformen var att bringa ordning inom poliskåren. Polisledningen hade tre strategier, dessa var förändrad rekrytering, kontroll och disciplinering samt utbildning. Dessa tre prövades inom polisväsendet och ledde till en successiv förändring under slutet av 1800-talet till början av 1900-talet. En av nyckelfaktorerna vid rekryteringen var lönerna som i många fall sågs som låga, men som höjdes med tiden. Poliserna fick även sin uniform och sina vapen betalade. Med tiden utvecklades en praxis om att allt fler militärer antogs och rekryterna blev allt yngre. Åren 1873–1917 hade mer än varannan polis en yrkesbakgrund inom militären. 
Polisutbildningen var obefintlig under Stockholmspolisens tidiga stadium; först år 1858 bestämde polismästaren att det skulle hållas två föreläsningar i månaden för polispersonalen om lagar och regler. Konstaplarna började träna fäktning och gymnastik år 1865. Det stora genombrottet kom år 1876, då centralavdelningen grundades och det etablerades en formell polisiär utbildning med teori och praktik och formella krav på examen. År 1917 etablerades en särskild polisskola under ledning av en kommissarie. 1925 övertog staten det ekonomiska ansvaret och lade grunden till dagens polishögskola.

## 1900 och fram till idag
I början av 1900-talet började poliser att organisera sig och 1903 bildades Polisförbundet. 1910 inrättades en polisskola i Uppsala, vilket var den första egentliga polisutbildningen i Sverige. Tidigare hade äldre poliser fått lära upp nyanställda. Samma år anskaffades landets två första polishundar från Tyskland till Stockholms poliskår. Den första polisbilen i Sverige levererades 1913 till Stockholm av Scania-Vabis. Karossen var av samma typ som hästvagnen ”wurst” med bänkar bak för åtta man och med plats för en inspektionskonstapel bredvid föraren. Året därpå bildades Säkerhetspolisen. År 1918 omorganiserades polisväsendet och länsmännen ersattes av landsfiskaler. I städerna tillsattes i stället en stadsfiskal. Även titeln kronofogde ändrades till landsfogde. År 1916 inrättades Hamnpolisen i Göteborg och 1921 Hamnpolisen i Stockholm. År 1925 kom en ny polislag som bland annat underställde all svensk polis regeringen och året därpå fick alla uniformerade poliser enhetlig uniform. År 1933 bildades den så kallade Statspolisen för att undvika händelser som den i Ådalen 1931 (se Ådalshändelserna). Denna avdelning upphörde vid förstatligandet 1965. År 1935 infördes de första "radiobilarna"] på prov i Göteborg. Det var två Ford V8 utrustade med mottagare i bagageutrymmet och sändaren inklämd mellan benen på passageraren i framsätet. 1964 köpte svenska polisen in den första helikoptern i samband med att den sovjetiske politikern Nikita Chrusjtjov skulle besöka Sverige. Tidigare hade man hyrt flygplan för sådana ärenden. Delvis till följd av Norrmalmstorgsdramat och ambassadockupationen i Stockholm 1975 grundades Piketen, en ständig piketstyrka, 1979. 

### Kvinnliga poliser
År 1908 anställdes Agda Halldin, Maria Andersson och Erica Ström, som de första polissystrarna i Stockholm. De hade sjukvårdsutbildning och var de första kvinnorna med funktion som polisbiträdena i landet. Deras uppgift var primärt att ta hand om kvinnor och barn som tagits in på polisstationen. Men polisyrket fortsatte att vara mansdominerat fram till och med 1957 då de första  kvinnorna anställdes som poliser i Stockholm och i januari 1958 började de sin tjänst. De hade samma arbetsuppgifter som de anställda männen, men bar batong i stället för sabel. Först 1981 utnämndes Karin Värmefjord i Ludvika som första kvinnan till polismästare i Sverige. År 1994 blev Ann Charlotte Norrås den första kvinnliga länspolismästaren, vid polismyndigheten i Göteborg. År 2009 var 26 procent av landets cirka 20 000 poliser kvinnor.

### Förstatligandet 1965
Vid 1962 och 1964 års riksdagar beslutades det att polisen i Sverige skulle förstatligas, vilket genomfördes den 1 januari 1965. I och med detta fick Sverige 119 polisdistrikt istället för 554. I samband med förstatligandet bildades Rikspolisstyrelsen som samordnande myndighet för polisverksamheten, skillnaden mellan fjärdingsmän och poliskonstaplar upphörde, sjöpolisen bildades, alla polisbilar målades svart-vita (med undantag för civilbilar) och patrullerande poliser upphörde att bära sabel, vilket de gjort sedan 1840.[källa behövs]

### Närpolisreformen
Under början av 1990-talet genomfördes en större omorganisation som kallas närpolisreformen. Syftet var att i kölvattnet av centraliseringen i och med förstatligandet öka den kommunala polisens närhet till lokalsamhället och medborgarna, och att göra så att polisen inte bara skulle reagera på brott, utan förebygga brott. Den lokala förankringen kombinerades med en förändring av polisernas funktioner: de flesta lokala poliser fick ansvar för alla sorters polisarbete (de blev generalister, snarare än specialister). Reformen genomfördes 1993-1998 i ett antal steg, med olika hastighet i olika delar av Sverige.
Reformen sammanföll dock med finanskrisen under 1990-talet, vilket gjorde att förändringen skulle genomföras utan extra resurser, med hjälp av omprioriteringar, uppsägningar av civilanställda och ett moratorium i antagningen till Polishögskolan under tre år.

### Omorganisation
Från och med 1 januari 2015 omorganiserades polisen och 21 polismyndigheter slogs samman till de båda myndigheterna Polismyndigheten och Säkerhetspolisen. 2019 tjänstgjorde omkring 20 000 poliser i Sverige men totalt hade Polismyndigheten över 30 000 anställda.